# Займище (платформа)
За́ймище — железнодорожная платформа Казанского отделения Горьковской железной дороги в посёлке Займище Кировского района Казани. Входит в структуру Департамента железнодорожных вокзалов ОАО «РЖД».
Платформа находится на линии Москва — Казань — Екатеринбург на расстоянии около 788 км от Москвы.
Имеются две платформы, отремонтированные в 2005 году, и пешеходный мост.
Недалеко от платформы проходит трасса М-7.

## История
Дачная платформа Займище упоминается в 1909 году.
Во времена Гражданской войны, незадолго до взятия Казани войсками КОМУЧа, в окрестностях станции произошло загадочное убийство, о котором сообщает мраморная плита на стене станционного здания. Ночью 23 июня 1918 года в примыкающем к станции лесу пятеро бандитов совершили нападение на председателя Казанской ГубЧК Гирша Олькинецкого, председателя Казанского губкома РКП(б) Якова Шейнкмана и его супругу, а также находившегося с ними работника продуправы И. Коршунова. В тот момент у представителей советской власти находился с собой чемодан с крупной суммой из партийной кассы. Бандиты завели захваченную группу в лес, и застрелили главного казанского чекиста, при этом Шейнкмана с супругой и Коршунова отпустили. Расследование дела поручили самому Шенйкману, который обвинил в произошедшем контрреволюционно настроенных матросов.